# Thượng Trung Tây
Thượng Trung Tây (tiếng Anh: Upper Midwest) là một vùng của Hoa Kỳ được nhận thức là có tồn tại nhưng không có một ranh giới được công nhận rộng rãi. Tuy nhiên nó gần như nằm bên trong miền Trung Tây theo định nghĩa của Cục Điều tra Dân số Hoa Kỳ và gồm có các tiểu bang của Hoa Kỳ là Minnesota, Wisconsin, Michigan, Illinois, và Indiana. Các định nghĩa khác còn bao gồm Bắc Dakota, Nam Dakota, Missouri, Ohio, và Iowa.
Theo số liệu thống kê điều tra dân số năm 2000, các tiểu bang chính yếu của vùng là Minnesota, Wisconsin, Illinois, Indiana, và Michigan có tổng dân số 39.460.846 người và bao phủ một diện tích đất 282.175 dặm vuông Anh (730.830 km2). Nếu cộng thêm các tiểu bang khác Bắc Dakota, Nam Dakota, Missouri, Ohio, và Iowa thì vùng này có đến 60.943.336 người trên 1 diện tích 582.739 dặm vuông Anh (1.509.290 km2). Nếu đem so sánh thì các tiểu bang chính yếu của vùng có tổng diện tích bằng nước Pháp và vùng mở rộng có tổng dân số bằng dân số nước Pháp.

## Định nghĩa của các cơ quan chính phủ
Theo Thư viện Quốc hội Hoa Kỳ, vùng này là một vùng bao phủ cựu Lãnh thổ Tây Bắc gồm có tiểu bang Ohio, Indiana, Illinois, Michigan, Wisconsin, và Minnesota.
Sở Thời tiết Quốc gia Hoa Kỳ định nghĩa Thượng Trung Tây là gồm có các tiểu bang Illinois, Indiana, Iowa, Michigan, Minnesota, Missouri, Ohio, và Wisconsin.
Cục Khảo sát Địa chất Hoa Kỳ (USGS) có ít nhất hai định nghĩa về Thượng Trung Tây:
- Trung tâm Khoa học Môi trường Thượng Trung Tây (Upper Midwest Environmental Sciences Center) của USGS xem vùng này gồm sáu tiểu bang Illinois, Indiana, Iowa, Michigan, Minnesota, và Wisconsin bao gồm lưu vực phía trên của Sông Mississippi và phía trên của Ngũ Đại Hồ.
- Chương trình Tài nguyên Khoáng chất (Mineral Resources Program) xem vùng này gồm có Illinois, Indiana, Michigan, Minnesota, và Wisconsin.